# جورج أورا
جورج أورا (بالفرنسية: George Aura)‏، هو عالم جيولوجيا ومستكشف فرنسي من أصل برتغالي ولد سنة 1812، وهو أحد المعمرين الفرنسيين في الجزائر، توفي سنة 1889 عن عمر يناهز 77 سنة.

## حياته
ولد في البرتغال، في مدينة يابرة البرتغالية سنة 1812 من أبوين برتغاليين، هاجر مع عائلته إلى فرنسا، ودرس هناك، وبعدها انتقل هو وزوجته إلى الجزائر إبان الاستعمار الفرنسي، واشتهر هناك بالاستكشافات التي قام بها.

## اكتشافاته
هو أول من تسلق جبال جرجرة بالجزائر، وكان ذلك في عام 1856، عن عمر يناهز 44 سنة، وسميت الجبال على اسمه جبال جرجرة أو " جبال جورج اورا.
وفي عام 1862 بعدما تحصل على صريح من الحكومة الاستعمارية الفرنسية، قام هو وجماعة من الرفقاء ومن بينهم Luigi Pigorini، بتسلق وإستكشاف جبال الأوراس، والتي سميت أيضا على اسمه " ura's montagnes " ولاحقا Aurès Mountain's أي جبال أوراس، وهاذان الاكتشافان الذان قام بهما العالم الجيولوجيا جورج اورا.

## وفاته
توفي بفرنسا سنة 1889.